# Soto (漫畫家)
Soto（日语：そと）是日本漫畫家、插畫家。出道作品為2013年3月的，並於2014年10月出版首本個人漫畫作品。2011年獲得第18屆電擊插畫大賞「銀賞」。

## 作品列表

### 小說插圖
- 《向森之魔物獻上花束》（2012年4月，GAGAGA文庫）
- （2013年10月－2014年7月，GAGAGA文庫）[3]
- （2021年3月，電擊文庫）[4]

### 漫畫
- （2013年3月，收錄於《Manga Time Kirara Carino Vol.5》）[2][5]
- （2014年2月號－2015年9月號，連載於《Manga Time Kirara Miracle!》）[6]
  - 2014年10月起由芳文社旗下叢書《Manga Time KR Comics》發行單行本。[7]
- 《LASTPIA》（2016年2月號－2017年10月號，連載於《Manga Time Kirara Miracle!》）
  - 2016年11月起由芳文社旗下叢書《Manga Time KR Comics》發行單行本。[8]
- 《帶著智慧型手機闖蕩異世界。》（2016年11月－，連載於《月刊Comp Ace》）

## 外部連結
- Soto的X（前Twitter） （日語）
- Soto的pixiv （日語）